# ۱۰۶۱ (میلادی)
۱۰۶۱ (میلادی) هزار و شصت و یکمین سال تقویم میلادی است.

## درگذشتگان
‎